# Акатово (Жуковский район)
Акатово (ранее Окатово) — деревня в Жуковском районе Калужской области России. Входит в состав сельского поселения «Село Истье».

## География
Через деревню протекает река Истья. К юго-востоку от деревни проходит трасса А130, к юго-западу — А108. Северо-западнее деревни расположен парк птиц «Воробьи».

## Население
| 2002 | 2010 |
| ---- | ---- |
| 10   | ↗35  |

## История
В 1782 году сельцо Акатово Боровского уезда принадлежало Ивану Афанасьевичу Золотухину, Пелагее Фёдоровной Патрекеевой и Александру Исаевичу Зыкову.
В начале XIX века владельцами Акатово являлись Чебышёвы. В 1821 году в усадьбе родился математик, академик Пафнутий Львович Чебышёв. Усадебный дом, в котором жил П. Л. Чебышёв был разобран в 1840 году, а рядом был возведён новый кирпичный. В 1880-е годы на месте старого дома учёный с братьями поставили памятник. Сохранились некоторые усадебные хозяйственные постройки и парк. Во время Великой Отечественной войны Акатово было оккупировано немецкими войсками.